# 青柿善一郎
青柿 善一郎（あおがき ぜんいちろう、1887年〈明治20年〉2月9日 - 1975年〈昭和50年〉11月14日）は、大正から昭和の日本の労働運動家。

## 経歴・人物
奈良県吉野郡川上村に生まれ、尋常小学校を卒業する。小学校卒業後は山林労働に従事。1915年（大正4年）大阪砲兵工廠に入り、以後松田製作所、神戸製鋼所などを経て、1917年（大正6年）川崎造船所に入ると同時に友愛会に入る。1921年（大正10年）労働組合の指導者として川崎・三菱造船場大争議を指導し、逮捕・起訴される。1925年（大正14年）総同盟革新同盟が結成されると委員長となり、コミンテルンの会議などでモスクワへ渡る。その後は、無産大衆党、日本大衆党などで活躍する。1929年（昭和4年）神戸市会議員となる。翌年の1930年（昭和5年）の衆議院議員選挙では落選。1937年（昭和12年）人民戦線事件で逮捕され、懲役3年に処せられた。第二次世界大戦後の1946年（昭和21年）共産党に入党した。